# Arp (Teksas)
Arp – miasto w Stanach Zjednoczonych, w stanie Teksas, w hrabstwie Smith.